# Beata Brookes
Beata Ann Brookes (21 de enero de 1931 – 17 de agosto de 2015) era una trabajadora social británica, secretaria ejecutiva y política del Partido Conservador. Trabajó diez años como Miembro del Parlamento Europeo para Gales del norte, y tuvo varios intentos de ser elegida para la Cámara de los Comunes. Varias veces se la apodó la "Dama de Hierro Celta".

## Educación
Brookes estudió en Lowther College en Abergele y fue a la Universidad de Gales, en Bangor. Obtuvo una beca del Departamento de Estado de los Estados Unidos para estudiar ciencia política en ese país. Comenzó a trabajar como secretaria ejecutiva y directora de una empresa de Gales del Norte.

## Actividad política
El interés temprano de Beata Brookes en la política la llevó a participar del Partido Conservador. Fue elegida al ejecutivo de la Unión Nacional de Asociaciones Conservadoras y Unionistas. También fue elegida como representante de los Conservadores para el Consejo de Distrito Urbano de Rhyl, y se enfrentó a Widnes en la elección general de 1955, que era una butaca marginal sostenida por el partido obrero. Perdió por solo 1.449 votos.
Más tarde, Brookes trabajó para el Consejo del Condado de Denbighshire como trabajadora social, y como granjera. En 1961 fue candidata Conservadora en el Warrington por-elección, un asiento seguro en el Partido Trabajador. En la elección general de 1964 luchó en el Intercambio de Mánchester. En 1963, Fue designada por el gobierno Conservador a la Junta Directiva del Hospital Galés, donde trabajó durante once años. A pesar de haberse casado con Anthony Arnold, en mayo de 1963 se divorciaron, y anunció que deseaba ser conocida como la señorita Beata Brookes.

## Puestos locales
Desde 1973, Beata Brookes fue miembro de la autoridad competente en salud en el área de Clwyd, donde contribuyó en el Comité de Medicina Familiar. Allí también cooptó al Comité de Servicios Sociales del Condado de Clwyd. Brookes fue miembro del Consejo para las Profesiones Suplementarias a la Medicina y tuvo varios puestos de sector voluntarios en Gales del Norte relacionados con la discapacidad y la enfermedad mental. 

## Parlamento Europeo
En las elecciones de 1979 del Parlamento Europeo, Brookes fue elegida como Conservadora MEP para Gales del Norte. Fue una importante partidaria de la afiliación británica de las Comunidades Europeas y en 1981 en la conferencia del Partido Conservador, promovió una petición que condenaba la entonces política del Partido Laboral de abandonar el tema. Brookes argumentaba que tal política dejaría a Gran Bretaña débil, sin alianzas, aislado y en bancarrota. Presentó estadísticas sobre la economía y el comercio con Europa para señalar que uno de cada tres trabajos dependía de que Gran Bretaña se quedara dentro de las comunidades Europeas.

## Disputa de selección
Brookes hizo un gran esfuerzo para ser seleccionada para el distrito (cambiado por la frontera) de Clwyd del Noroeste en la elección general de 1983, sobre los reclamos de los representantes MPs para West Flintshire (Sir Anthony Meyer) y Denbigh (Geraint Morgan). La elección (por concurso) atrajo la atención de todo el país, y la oficina Central Conservadora decidió quedarse fuera de la disputa. El 6 de marzo, Brookes ganó el voto de selección en el Ejecutivo del Partido Conservador en Clwyd Northwest, con Meyer, que describe la reunión como arreglada de antemano, y Morgan, que dice que haber hablado en la reunión fue "como hablar con un noble jurado".
El presidente del Partido Conservador, Cecil Parkinson, intervino entonces. Surgió de un informe periodístico que Brookes reclamó la oficina Central le puso adelante para el nombramiento (Meyer era un líder que no fue popular con el liderazgo Conservador). Cuando el Ejecutivo de la Asociación Conservadora de Clwyd Northwest colocó el nombre de Brookes solamente ante la asamblea general para adopción, Meyer ganó un juicio del Tribunal Supremo para que su nombre también fuera ofrecido. Cuando la asociación entera se reunió el 9 de mayo de 1983, Meyer era por poco conocida.

## Extensión de su vida política
Brookes permaneció en el Parlamento Europeo. En diciembre de 1983 protestó, en una entrevista realizada por la BBC con el republicano galés John Jenkins, quien había sido encarcelado por una campaña de bombardeos en el tiempo de la investidura de Charles, Príncipe de Gales. En el Parlamento Europeo, Brookes fue miembro de los Comités de Educación y Agricultura. Fue derrotada por el candidato del Partido Trabajador en las elecciones al Parlamento Europeo de 1989.
Siempre estuvo involucrada en política Conservadora galesa, y en 1993 tuvo una silla en el Partido Conservador Galés, y proclamó su soporte para John Major en un momento en que estaba bombardeado al interior del partido. Fue nombrada presidente del Consejo de Consumidor galés. Su re-nombramiento en 1994 se consumó, a pesar de crítica del Consejo de Consumidor Nacional que, más allá de la capacidad de Brookes, una elección no política sería más apropiada. Recibió la Orden del Imperio Británico (OIB) en 1996. El 3 de mayo de 2013 se unió a UKIP.

## Ventas de garaje
A pesar de estar retirada de la vida política, aún era considerada objeto de noticia en 2003, cuando obtuvo un permiso para tener más "ventas de garaje" en su tierra en Rhuddlan durante 14 sábados en un año. En el año 2000, Brookes tenía permiso para hacer ventas de garaje durante 28 domingos en un año, y también ofreció la tierra para uso para exhibiciones de fuegos artificiales y el National Eisteddfod of Wales.